# 薩米埃爾·吉戈
薩米埃爾·弗洛朗·托马·吉戈（法語：Samuel Florent Thomas Gigot；1993年10月12日—）是一名法國職業足球員，現効力拉素。

## 榮譽
莫斯科斯巴達
- 俄羅斯杯冠軍 : 2021–22[4]

## 外部連結
- 薩米埃爾·吉戈在（英文）